# 灰白杜鹃
灰白杜鹃（学名：Rhododendron genestierianum），为杜鹃花科杜鹃花属下的一个植物种。